# 山那神社 (扶桑町山那)
山那神社（やなじんじゃ）は、愛知県丹羽郡扶桑町山那にある神社。

## 歴史
創建時期は不明。
延喜式内社山那神社、本国帳の従三位山那天神とあるのがこの社であると伝えられる。1872年（明治5年）に近代社格制度における村社に列格する。1897年（明治30年）天神社を山那神社と改称、1907年（明治40年）供進指定を受ける。1911年（明治44年）11月13日、字大持に鎮座の青木社を合祀した。
当社は江戸時代には木曽川の中州に鎮座していたが、1601年（慶長6年）の大洪水で民家、社寺、田畑ともに流失したため、神社を堤南の末社神明社地内に移した。また洪水の際に本社の神像が葉栗郡の光明寺村（現・一宮市光明寺）まで流され、これを拾得した同村民が天台宗光明寺の境内に祭った。山那の村民はしばしば返還を求めたが、戻ったのは1869年（明治2年）2月8日であったという。このことにちなんで「光明寺流れ」の伝説が生まれた。

## 祭神
- 素盞嗚命
- 菅原道真

## 青木社跡
山那の龍泉寺の西に須佐之男命を祭った青木社があった。神仏混淆の折、龍泉寺と青木社は一体であったと思われるが、1820年（文政3年）に寺を離れて、明治維新の際に青木社として復旧したと伝えられる。1911年（明治44年）11月13日、山那神社に合祀された。現在跡地は山名保育園となり、園地の一角に石標が建てられている。付近には青木、青木前などの地名が残っている。

## 天神社跡
旧社地付近には大鳥居口、御幸道、馬草山、天神山、天神前などの地名があって、天神社が祭られていた頃の地名と推測される。

## 所在地
- 愛知県丹羽郡扶桑町大字山那字屋敷地609
  - 扶桑町立山名小学校の北東、約900m。木曽川御囲堤の南。

## 交通機関
- 名鉄犬山線木津用水駅より徒歩で約30分。
- 名鉄犬山線扶桑駅より徒歩で約45分。